# Nebenanlage (Bundesfernstraßengesetz)

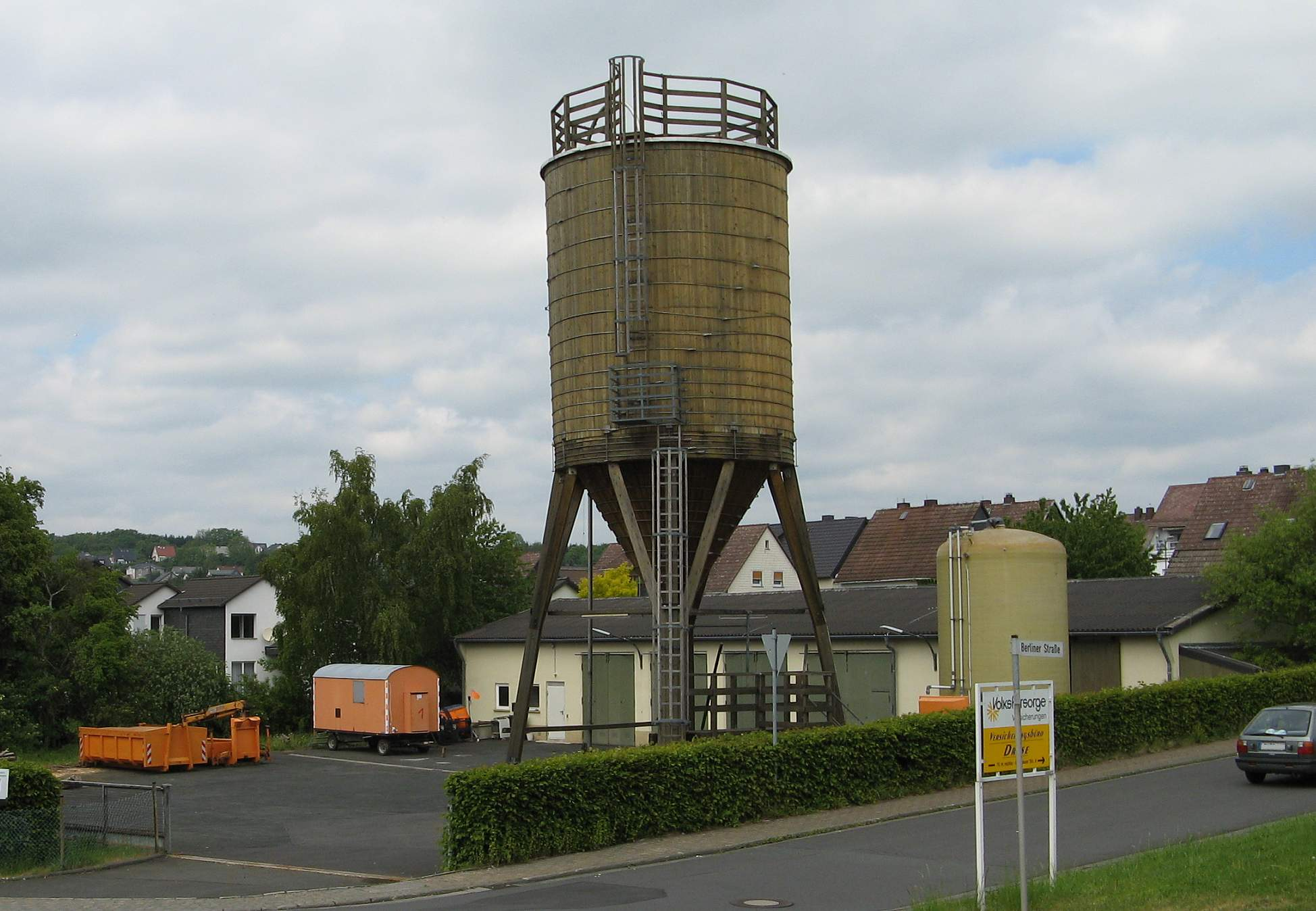
Feuchtsalzlager einer Straßenmeisterei

Nebenanlagen gehören nach dem Bundesfernstraßengesetz (FStrG) zu den Bestandteilen der Straße. Als Nebenanlage werden dabei alle Anlagen bezeichnet, die der Straßenbaulastträger der Straße benötigt, um seine Aufgaben wahrnehmen zu können. Zu den Nebenanlagen gehören daher Anlagen wie Straßenmeistereien, Salzlager, Betriebsanlagen, Gerätehöfe und Ähnliches.